# Rouleau compresseur
Pour les articles homonymes, voir Rouleau.

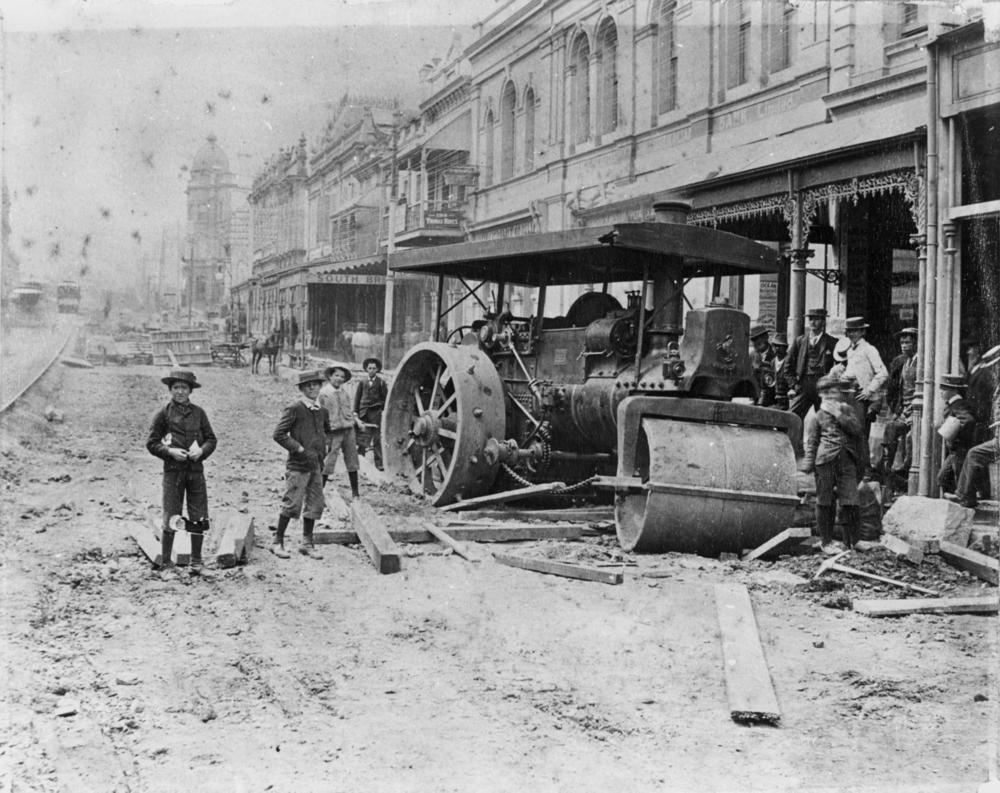
Un rouleau à vapeur enlisé dans la boue lors de la pose de pavés en bois dans Queen Street, Brisbane, Australie, vers 1898. Le rouleau compresseur monocylindre Aveling and Porter a été construit à Rochester (Kent), en Angleterre.

Un rouleau compresseur, appelé également compacteur, est un engin de compactage anciennement à traction animale, aujourd'hui motorisé, caractérisé par des roues cylindriques lisses ou à relief dit « pied de mouton », servant à tasser le sol support ou toute autre couche d'une voie carrossable.

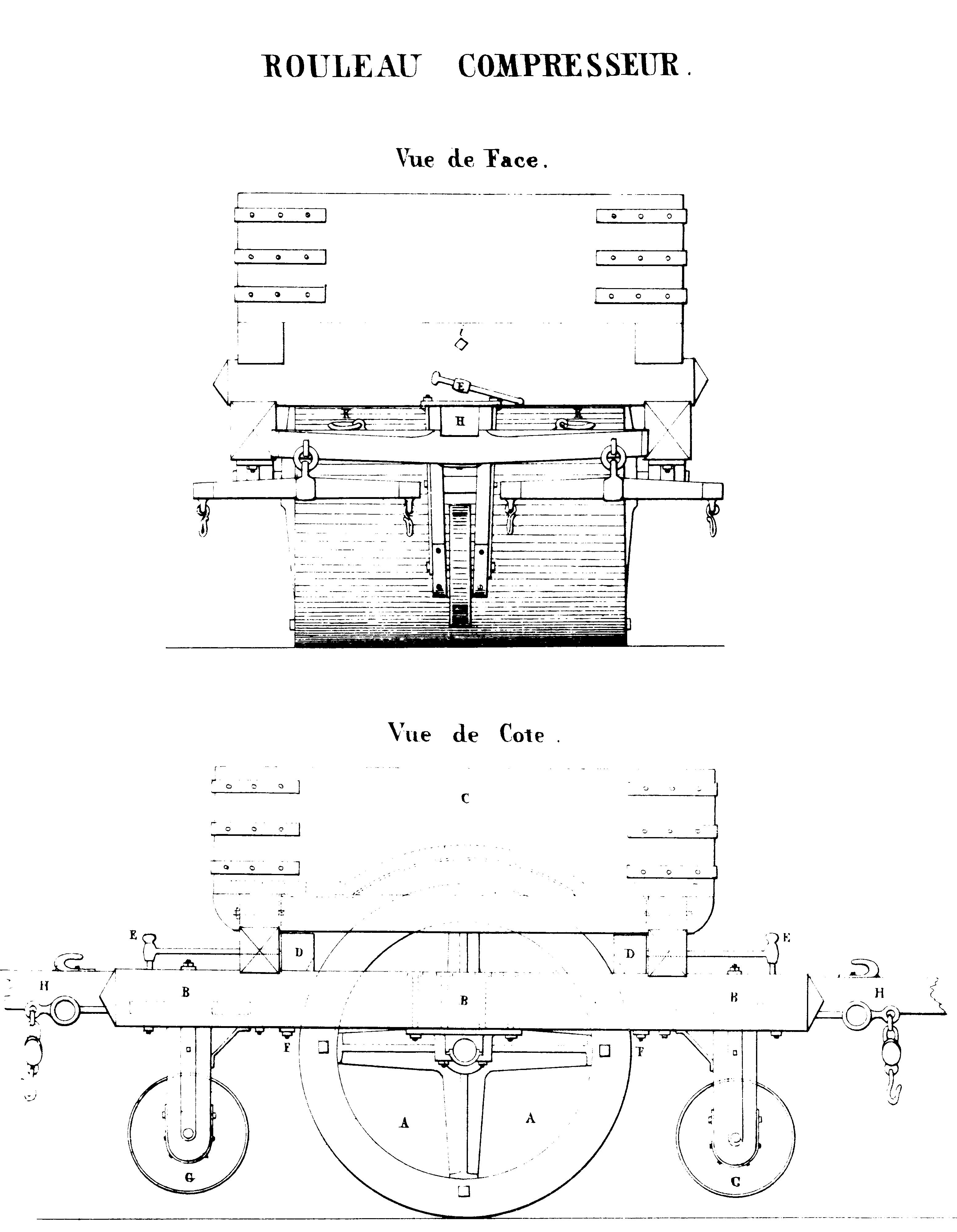
Cylindre compresseur à attelage, système Schattenmann (1842) d'un poids de 6 t surmonté d'une caisse pouvant être chargée de ballast jusqu'au poids total de 12 t.

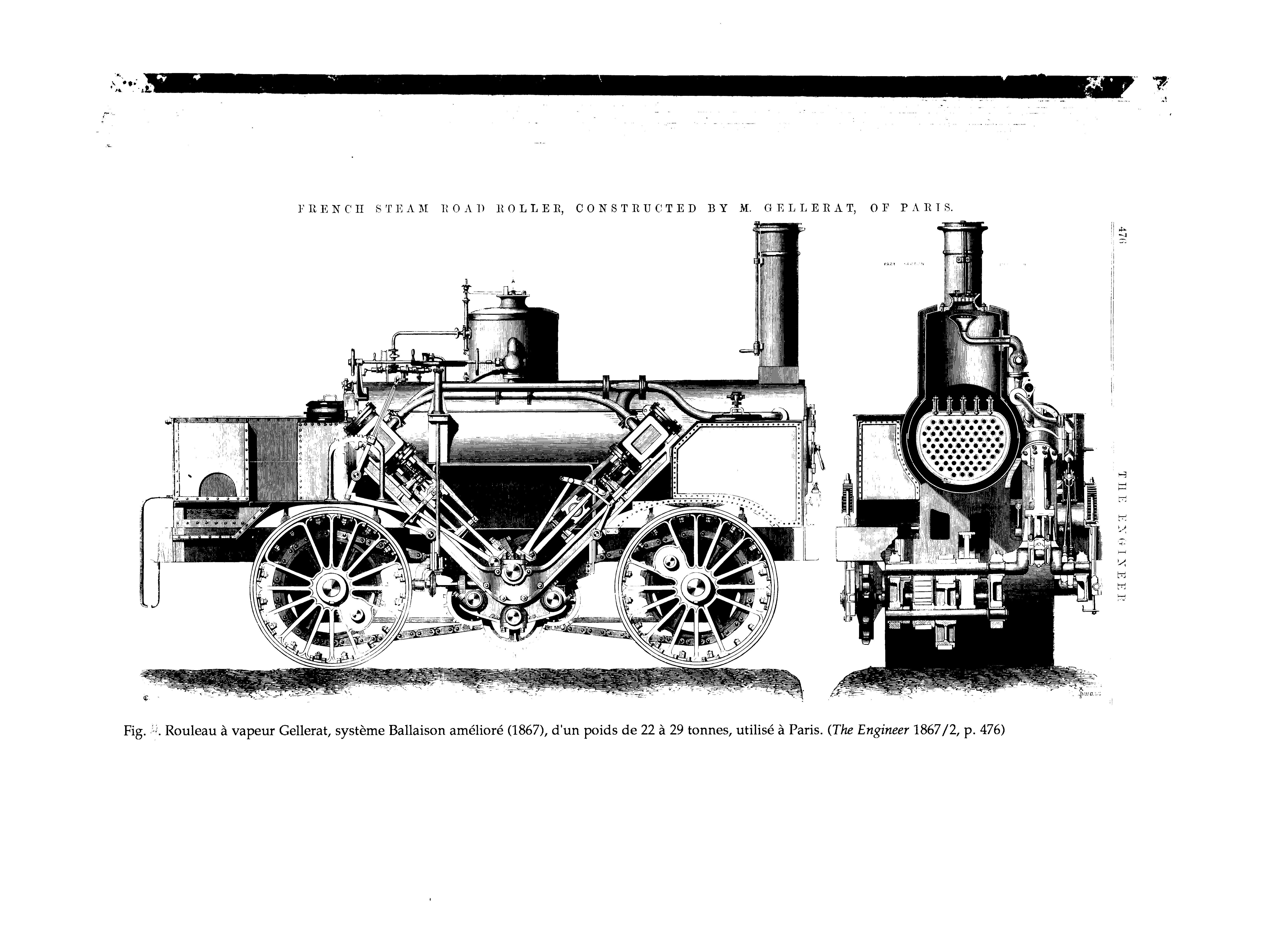
Rouleau à vapeur Gellerat, système Ballaison amélioré (1867) d'un poids de 22 à 29 t, utilisé à Paris.

## Historique
En agriculture, l’idée d’écraser les mottes avec un lourd cylindre tiré par des bœufs remonte à l’Antiquité. Un tel instrument est en effet signalé déjà par Caton l'Ancien et par Virgile. En 1619, l’Anglais John Shotbolt prend un brevet pour l’application du cylindrage aux routes, puis en 1725 Jacob Leupold publie à cet effet un modèle en fer dans son Theatrum Machinarum. De même, le Français Louis-Alexandre de Cessart propose l’usage d’un rouleau compresseur à l’assemblée des Ponts et Chaussées en 1787.
À travers deux ouvrages célèbres publiés en 1819 et 1820, John Loudon McAdam, quant à lui, promeut une méthode économique de construction des routes en proposant de recouvrir les voies de communication d’une simple couche de pierres fortement tassées. Ce système macadam, qui jouit immédiatement d’une grande popularité en Angleterre, se répand également en France par l’intermédiaire du baron Charles Dupin et de l’ingénieur Henri Navier. Il en va de même en Suisse et en Allemagne. Mais cette nouvelle technique nécessite un compactage de la surface de roulement, tassement souvent opéré de manière imparfaite par le simple passage des voitures.
Le compactage artificiel a quelque peine à s’imposer, parce qu’il implique un coût supplémentaire et requiert une machinerie spécifique, alors encore traînée par des chevaux. Pour tourner l’engin afin de repasser sur le même tronçon, il faut dételer les animaux, renverser le timon et atteler à nouveau pour repartir dans l’autre sens. L'opération est en conséquence laborieuse.

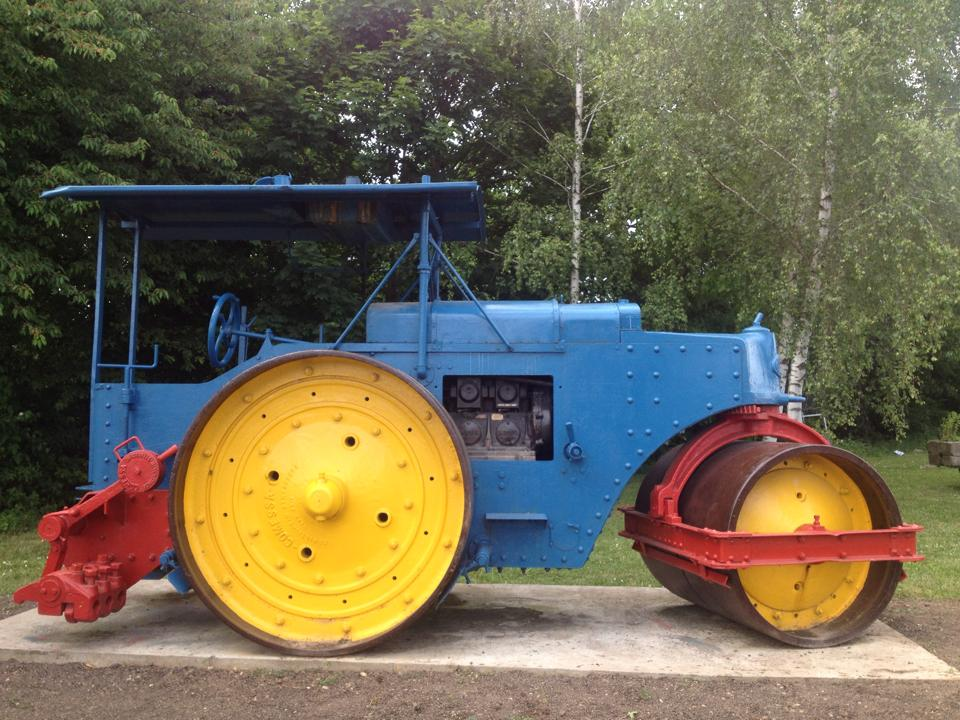
Rouleau compresseur, 1950.

En Allemagne, la Prusse utilise dès les années 1820 un modèle qui peut être chargé progressivement de sable et de cailloux grâce à des caisses aménagées sur son châssis. Charles Henri Schattenmann, directeur des mines de Bouxwiller (Bas-Rhin), expérimente en Alsace une telle machine vers 1840-1842, puis à Paris en 1844, sur le Cours-la-Reine et à l’avenue Gabriel : lors d’essais successifs, le rouleau Schattenmann, attelé de huit chevaux, repasse jusqu’à quarante-deux fois sur le même emplacement, mais sans véritablement convaincre, peut-être en raison d’un taux d’humidité incorrect des matériaux d’agrégation.
Pour ce qui est de la recherche expérimentale, un rôle très actif revient à la France. En 1830, Nicolas-René-Désiré Lemoyne préconise l’usage d’un cylindre d’un diamètre de 100 cm environ, tandis que l’ingénieur Antoine-Rémy Polonceau préconise dès 1829, mais surtout dès 1844, l’emploi de cylindres de grand diamètre (200 cm) remplis d’eau pour augmenter leur poids. Ses essais sont répercutés par les Annales des ponts et chaussées et par la Allgemeine Bauzeitung. Dès les années 1839-1840, le principe du cylindrage est enseigné aux futurs ingénieurs, qu’ils soient élèves de l’École des Ponts et Chaussées ou de l'École centrale des Arts et Manufactures de Paris.
En Suisse romande, un rouleau système Polonceau livré par l’entreprise métallurgique Gandillot et Roy, à Besançon, est utilisé à Genève à titre expérimental au printemps 1842, mais sans succès, car l’engin se perfore et perd toute son eau lors de manœuvres pour le retourner. Sur les encouragements de l’ingénieur William Fraisse et grâce à l’intervention d’un mécène anonyme (sans doute Vincent Perdonnet), un rouleau modèle Schattenmann est expérimenté aux environs de Lausanne en 1844. Le gouvernement vaudois, cependant, renonce à en faire l’acquisition et l'on ne reparle de cylindrage qu’à la fin du XIXe siècle, après que cet engin ait fait de notables progrès.
En France se poursuivent en effet les essais pratiques, notamment à Autun, Orléans, Mâcon et Nantes, et ces expériences sont encore publiées dans les Annales des Ponts et Chaussées. À partir du milieu du XIXe siècle, les ingénieurs abordent la question d'un point de vue plus scientifique, en cherchant à transcrire les opérations de cylindrage en formules mathématiques. Apparaissent alors de nouveaux appareils, le rouleau Bouilliant, plus facile à transporter, le rouleau Houyau, muni d’un anneau tournant ou d'un rail entourant tout l’appareil. Le point d’attache de l’attelage est dès lors mobile sur ce rail, ce qui permet enfin de changer facilement de direction, sans avoir à dételer.
En 1859, Louis Lemoine, ingénieur attaché à la ville de Bordeaux, fait construire un premier rouleau à vapeur pesant dix tonnes. Ce système, amélioré, connaît bientôt un grand succès avec les rouleaux Ballaison construits à Paris par Gellerat & Cie. Ces rouleaux tandem, à double cylindre, permettent d’avancer également dans un sens ou dans l’autre, puisqu’il suffit d’inverser la vapeur. L’Angleterre va prendre elle aussi un ascendant considérable avec les rouleaux Aveling and Porter (en), rouleaux tricycles dont une roue, à l’avant, est directrice. En 1879, en Allemagne, seules les villes de Berlin et Stuttgart sont équipées de rouleaux compresseurs modernes. En Suisse, où cette nouvelle technologie peine à prendre son essor, Winterthour est la première ville dotée dès 1875 d’un Aveling & Porter. C’est à la fin du XIXe et début du XXe siècle seulement que ces machines de chantier vont véritablement se multiplier, produites par divers établissements constructeurs : la maison Auguste Albaret fournit les deux premiers rouleaux de Genève en 1897-1898 ; en Allemagne, on trouve G. Kuhn (de) à Stuttgart, Mehlis (de) [Cyclop, entreprise Mehlis & Behrens] à Berlin, Krauss-Maffei (de) à Munich, qui fournit en 1921 un rouleau en Suisse à Kaiseraugst, tandis que Bühler à Chemnitz livre des machines au Locle, Thoune, Saint-Moritz, Davos, Neuchâtel, Wohlen, Bâle. Dans le canton de Vaud, c’est sous la pression des cyclistes qu’un premier rouleau Albaret est acquis en 1898. En France, de nombreux cylindres à vapeur sont sortis, à partir de 1897, des ateliers de l'usine Aillot de Montceau-les-Mines. Dès lors, le cylindrage des routes se généralise à une large échelle.

## Objectif
Le rouleau compresseur est principalement utilisé pour construire des chaussées. Il permet l'augmentation de la densité du sol, ce qui réduit sa perméabilité et sa déformation. Souvent associé avec la pilonneuse et la plaque vibrante, le compacteur existe en différentes versions : monocylindre, duplex, tandem, télécommandé, etc.

## Engins contemporains

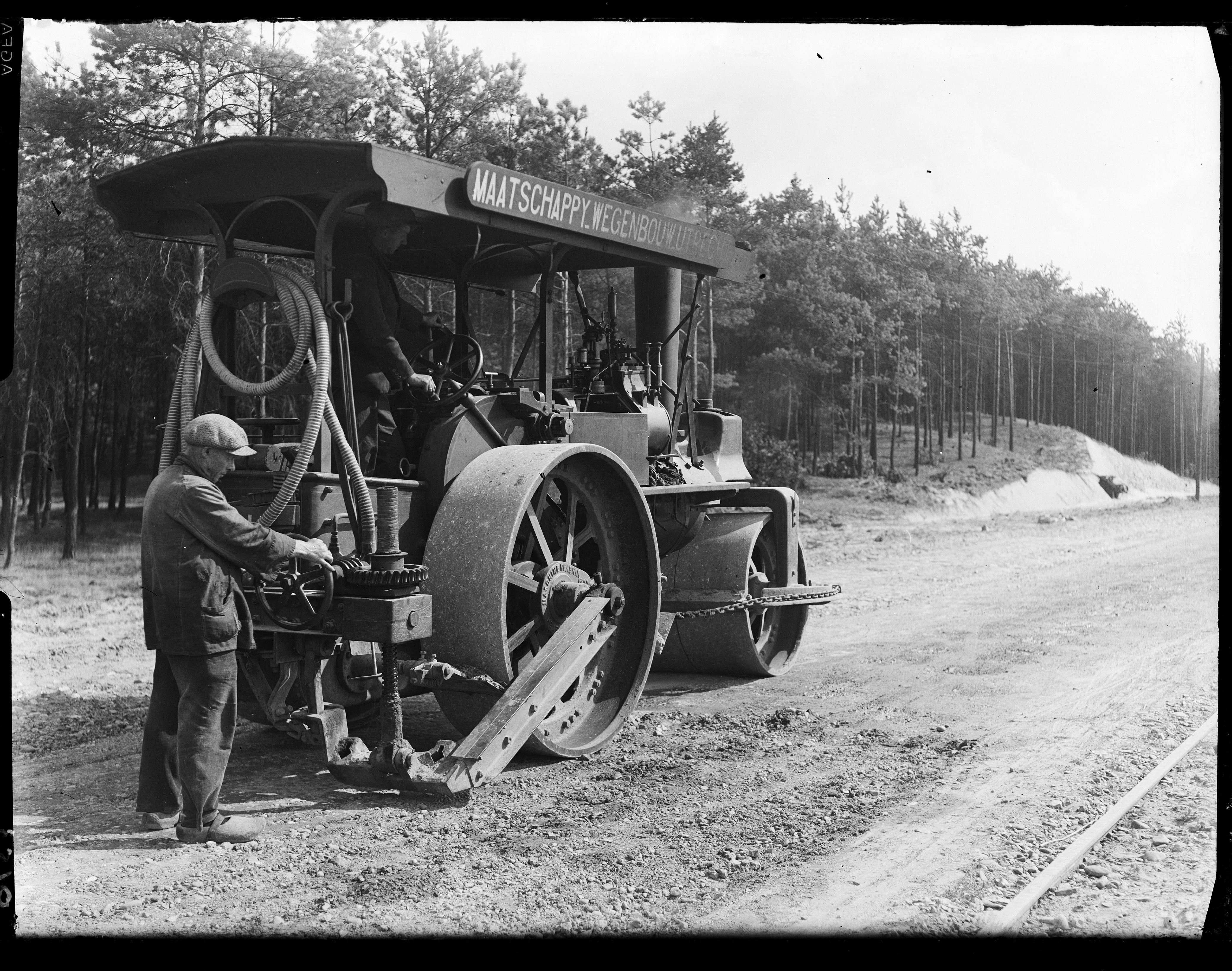
Photo Paul Guermonprez, ca 1934.

Un rouleau compresseur est généralement très lourd (un modèle compact pèse environ 600-700 kg, un très grand jusqu'à une vingtaine de tonnes), articulé en son milieu et équipé de deux larges cylindres appelé « billes » (de la largeur du véhicule) faisant office de roues (ou encore d'un cylindre à l'avant et de roues à l'arrière, voire uniquement des roues) et permettant de tasser, compacter et lisser un sol remblayé ou l'enrobé d'une route. Les modèles utilisés sur les enrobés ont un système d'arrosage intégré pour refroidir les billes et éviter que l'enrobé ne s'y colle et provoque des arrachements, l'ensemble de ces engins possède un vibreur à balourd interne.
Il existe aussi des appareils plus compacts, à un seul rouleau et tractés manuellement ou des plaques vibrantes très compactes, pour les zones inaccessibles aux gros engins.
À une moindre échelle, le rouleau à gazon remplit la même fonction.

## Typologie

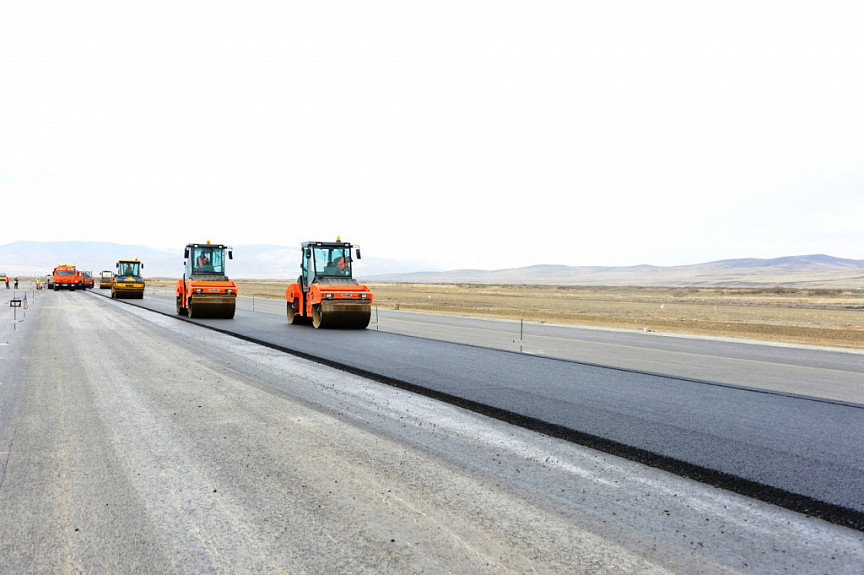
Les rouleaux compactent la couche d'asphalte. Bouriatie, Russie

- Compacteurs à rouleau lisse
- Compacteur tandem
- Compacteur mono-bille
- Compacteur de tranchée
- Plaque vibrante
- Pilonneuse
- Compacteurs à pieds de mouton
- Compacteurs à rouleau à grille
- Compacteurs vibrants
- Compacteurs à pneumatiques
- Compacteurs à pneumatiques lourds

## Fabricants
- Ammann Group
- Bitelli
- BOMAG
- Caterpillar
- Dynapac
- Hamm
- HEPCO
- Mecalac
- Volvo
- Wacker Neuson

## Galerie d'images

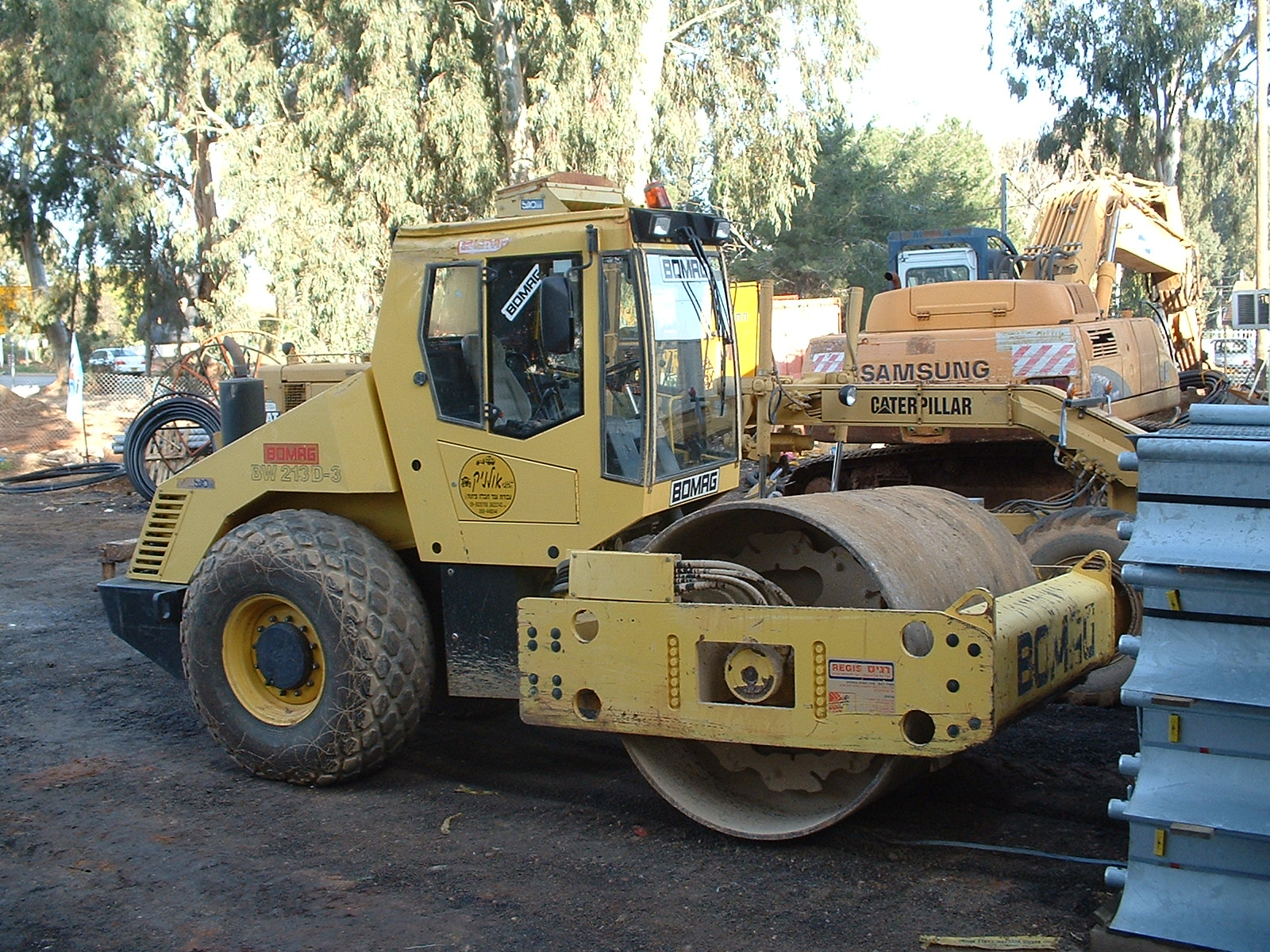
Grand rouleau compresseur articulé.
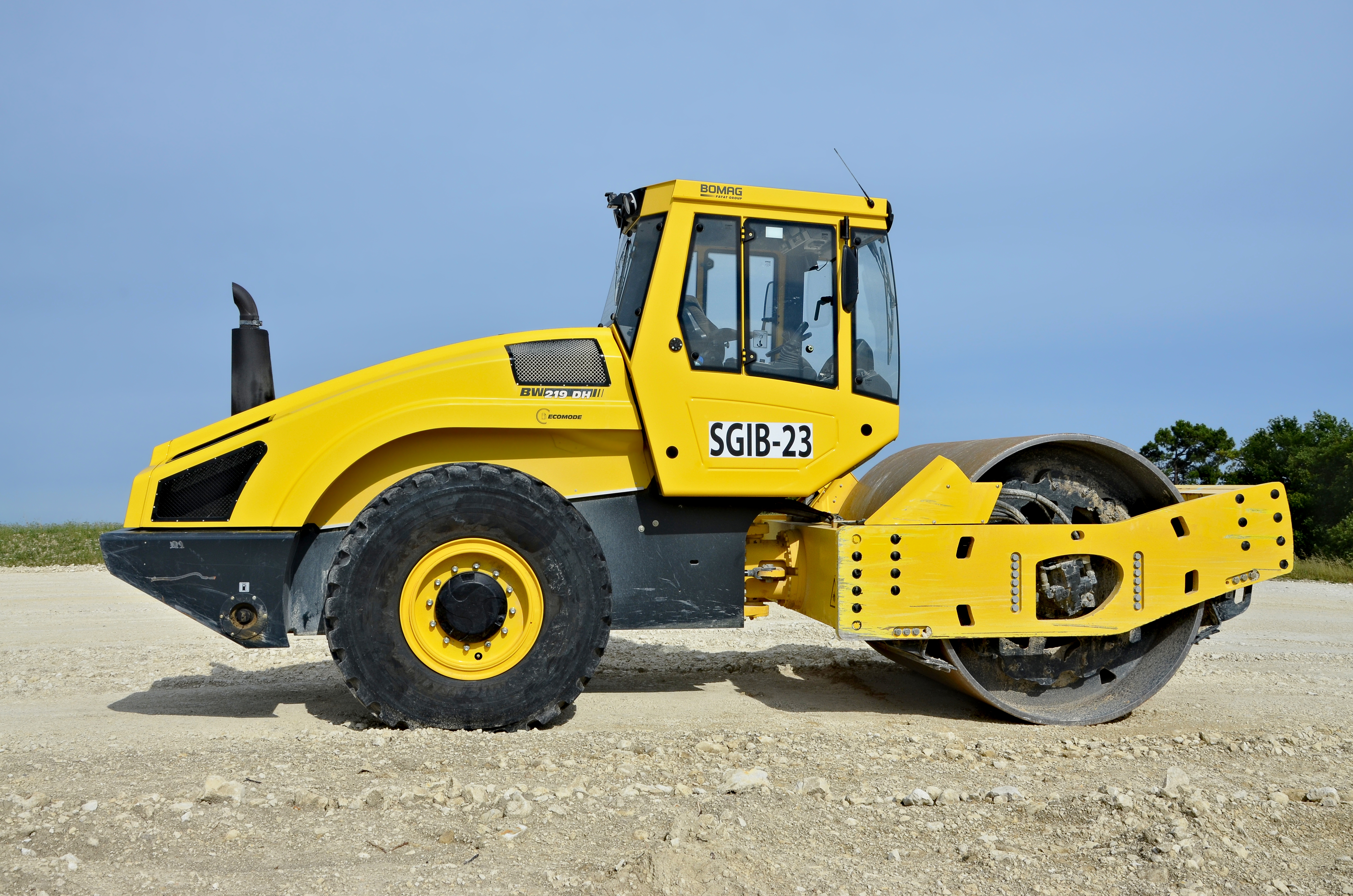
Rouleau articulé BOMAG BW 219 DH WR 2500.
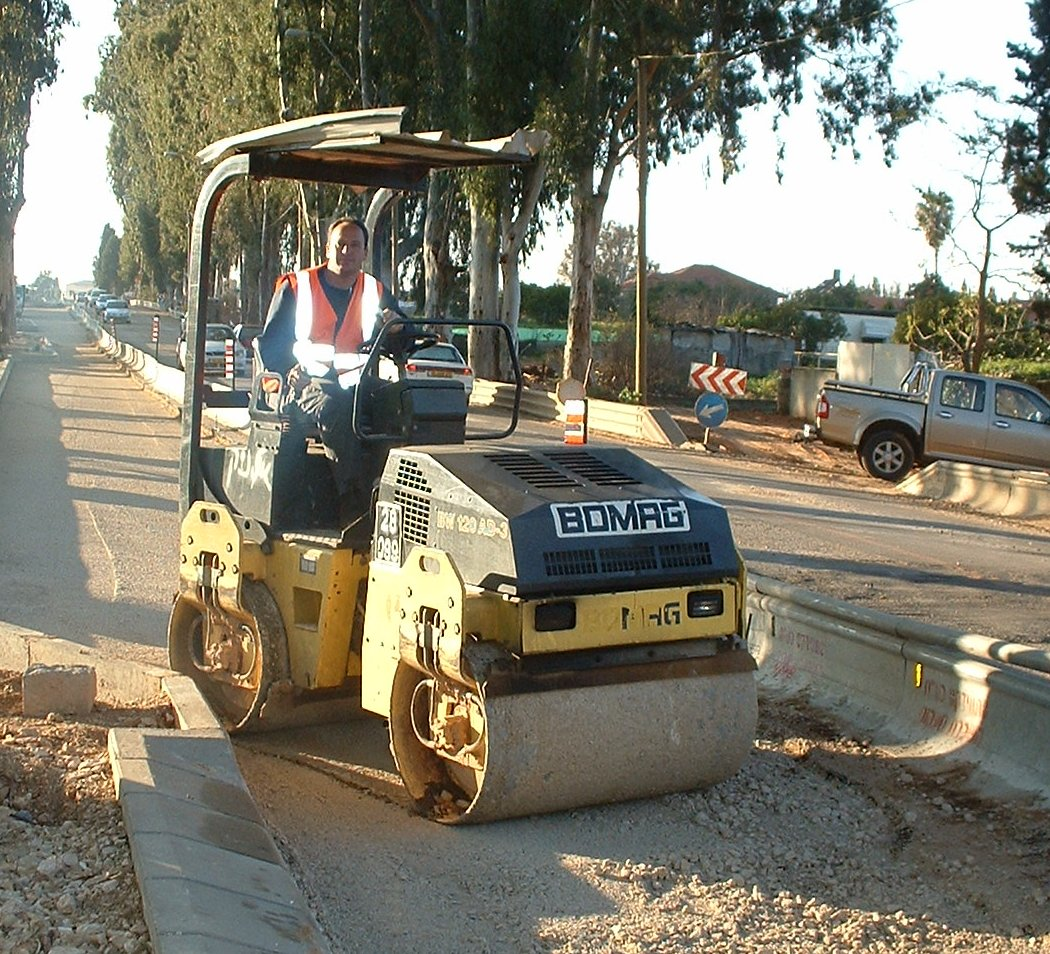
Rouleau compresseur de taille moyenne.
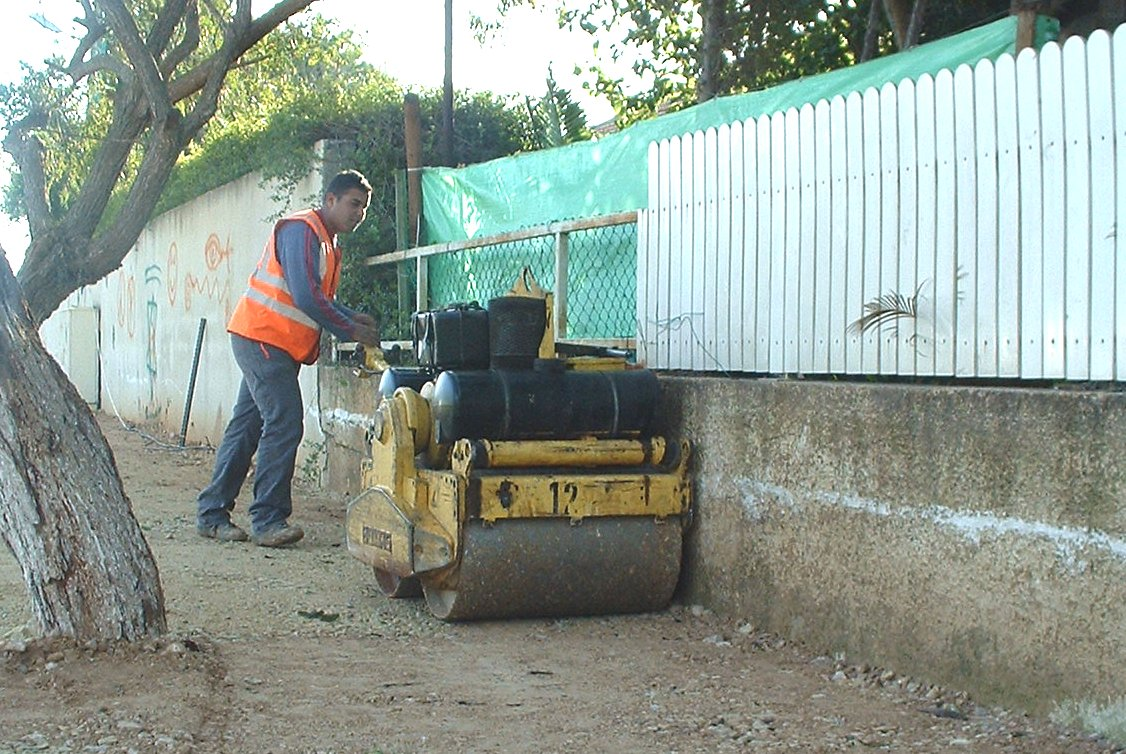
Rouleau compresseur auto-tracté compact.
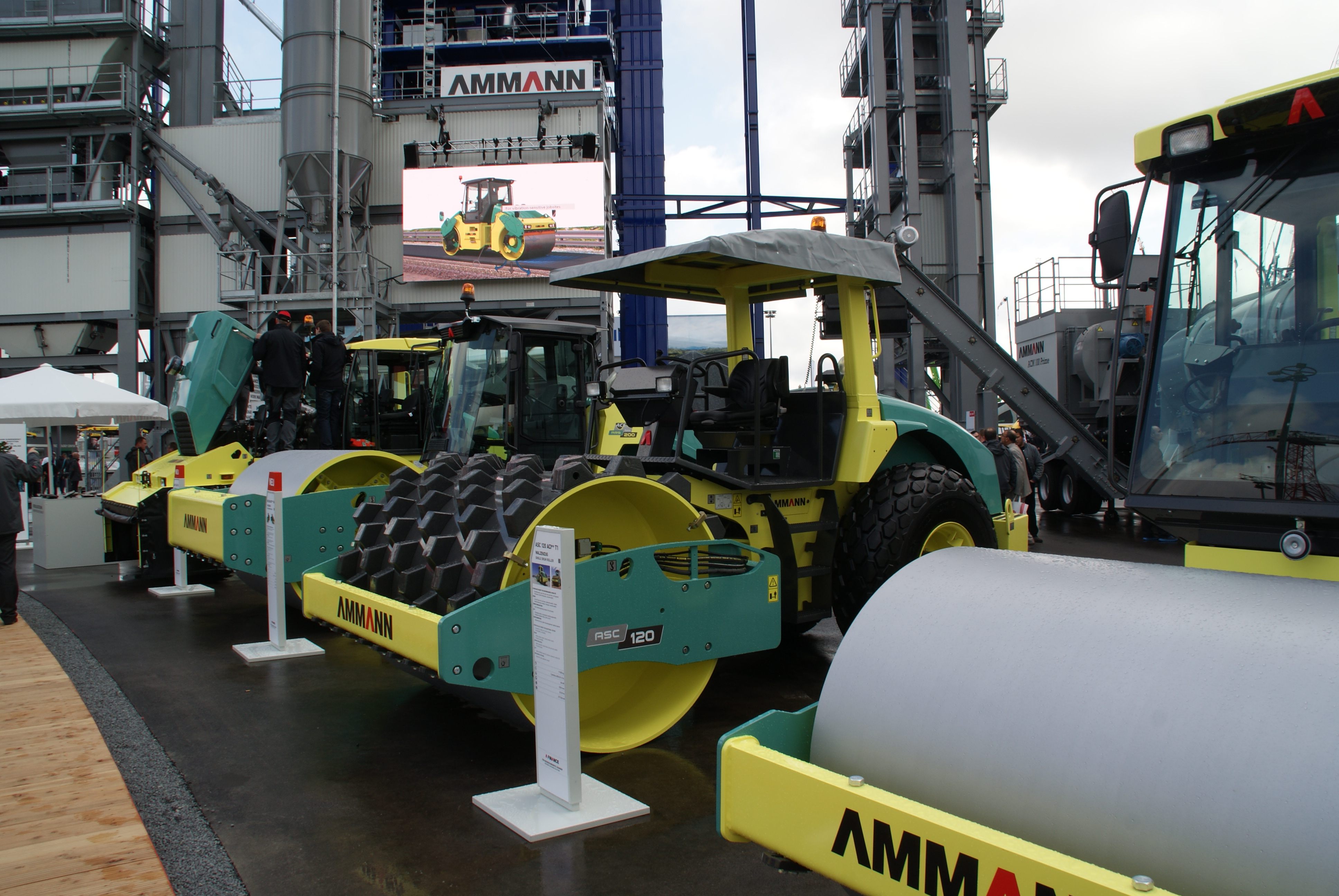
Rouleau compresseur à pieds de mouton Ammann (au centre).

## Sources
- Austin Thomas Byrne, A treatise on highway construction: Designed as a text-book and work of reference for all who may be engaged in the location, construction, or maintenance of roads, streets, and pavements, New York, 1907.
- Paul Bissegger, « Le rouleau compresseur, une innovation du XIXe siècle en génie civil. Développement international et introduction en Suisse romande, particulièrement dans le canton de Vaud », Revue suisse d'histoire, 1990, p. 361-381.
- Paul Bissegger, « Petite histoire du rouleau compresseur : développement international et introduction en Suisse romande », Ingénieurs et architectes suisses, 1990/11, p. 198-202 (illustrations supplémentaires).